# Museo De Cruquius

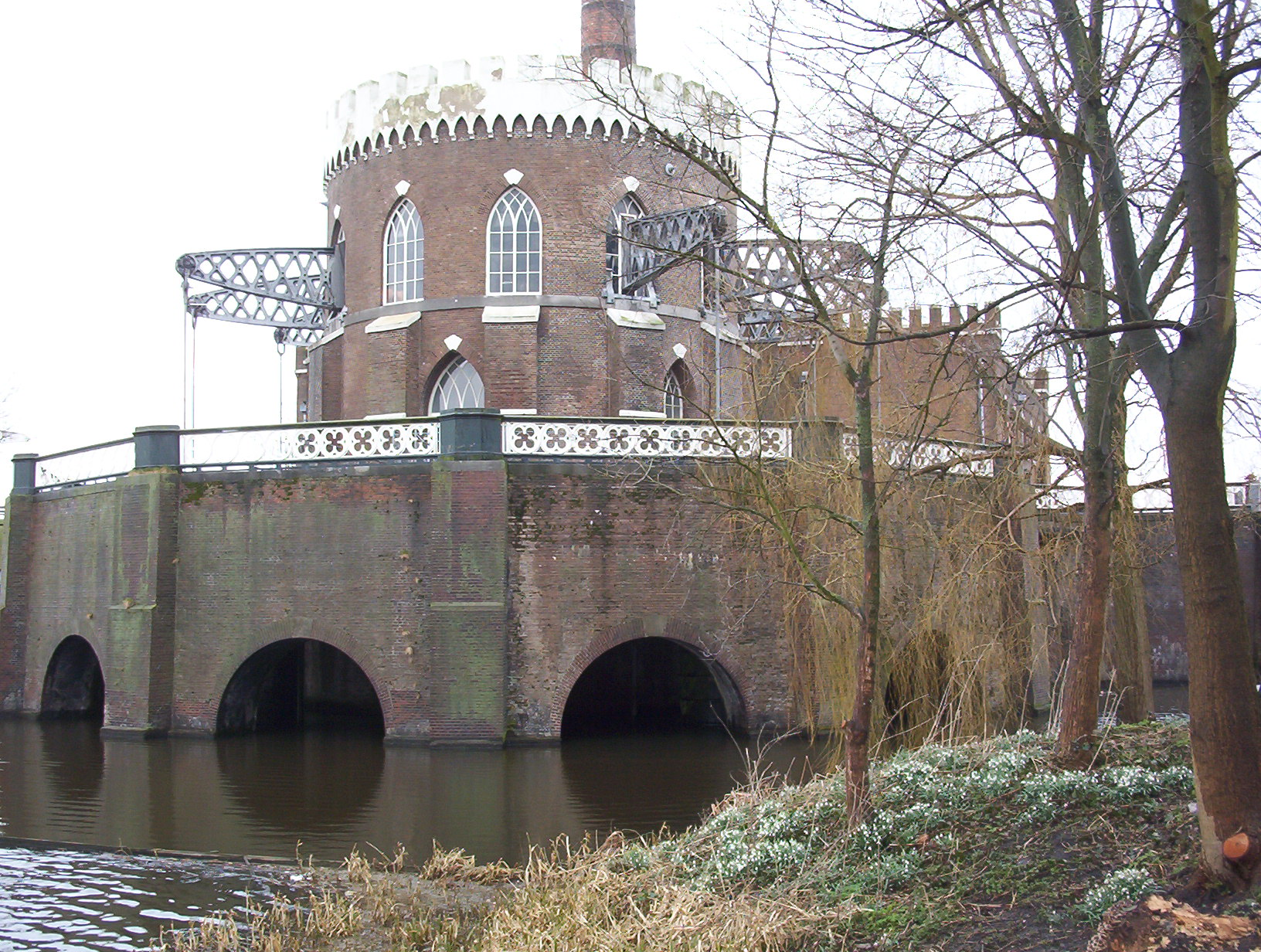
Parte posterior del Cruquiusmuseum, que muestra los balancines del motor de bombeo y el desnivel de 9 metros con respecto al agua del río Spaarne

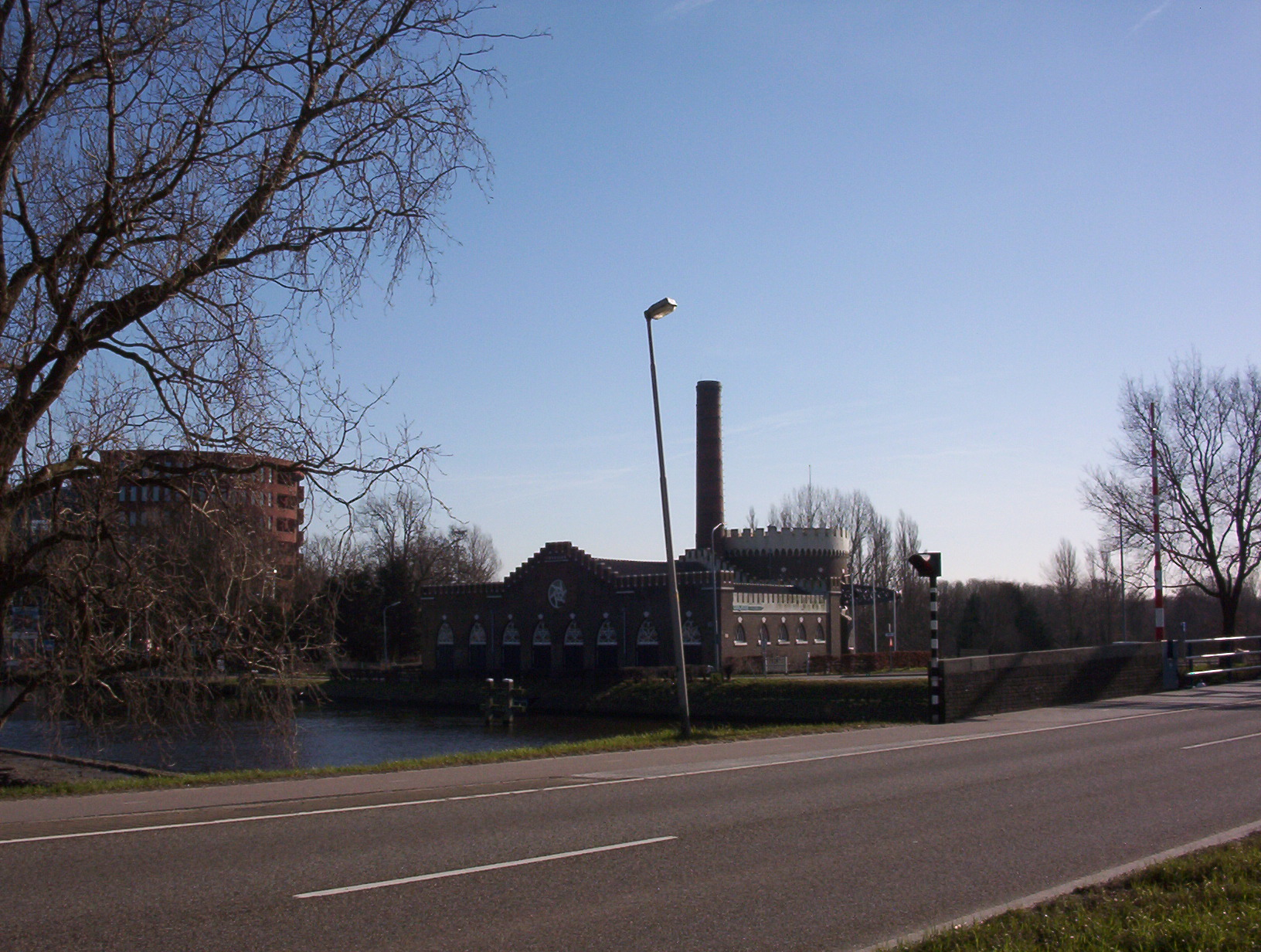
Museo De Cruquius, visto desde el lado de Heemstede del puente Cruquius sobre el Ringvaart

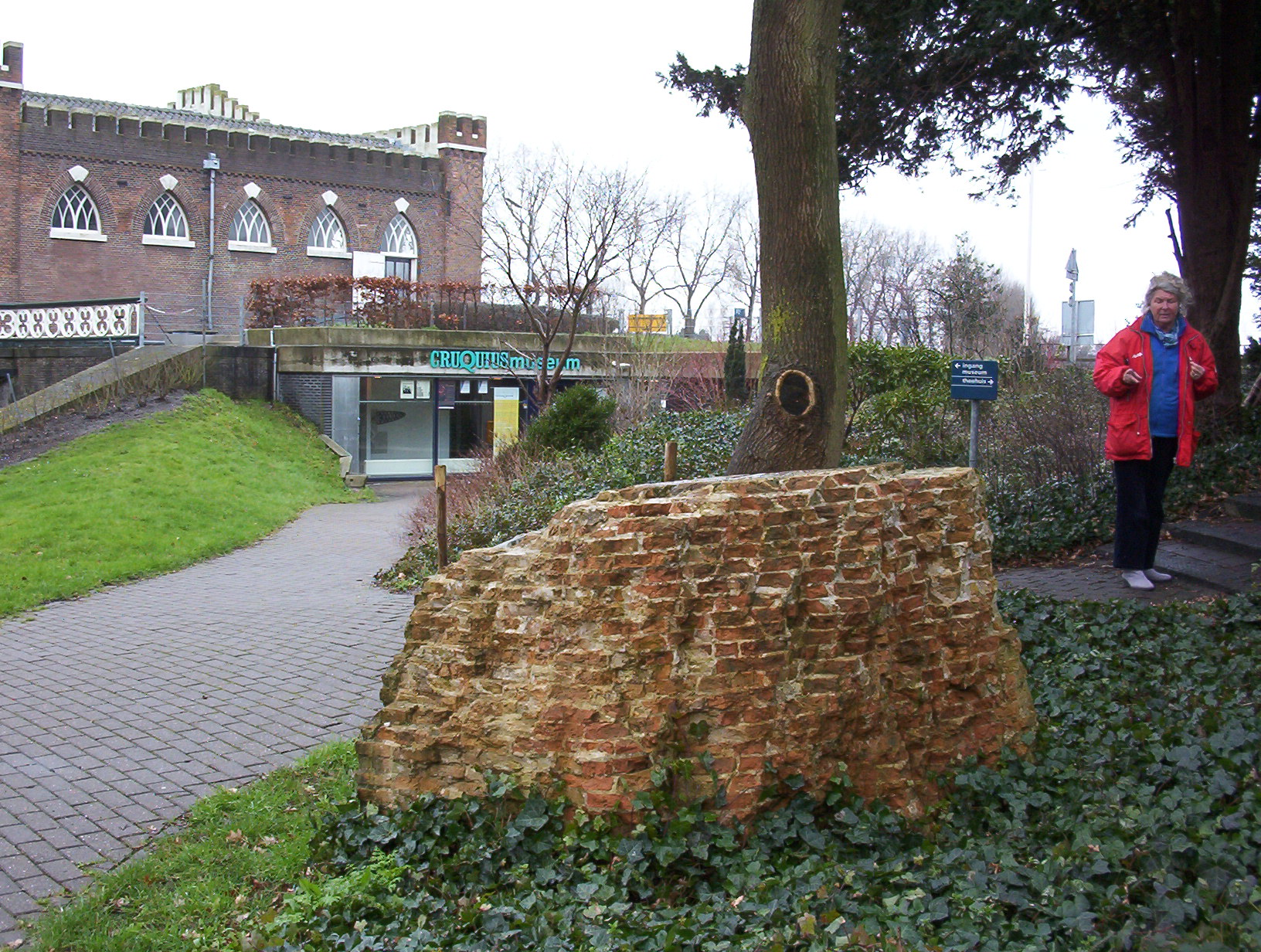
Entrada del Cruquiusmuseum, que muestra los cimientos del primer molino de vapor en los Países Bajos

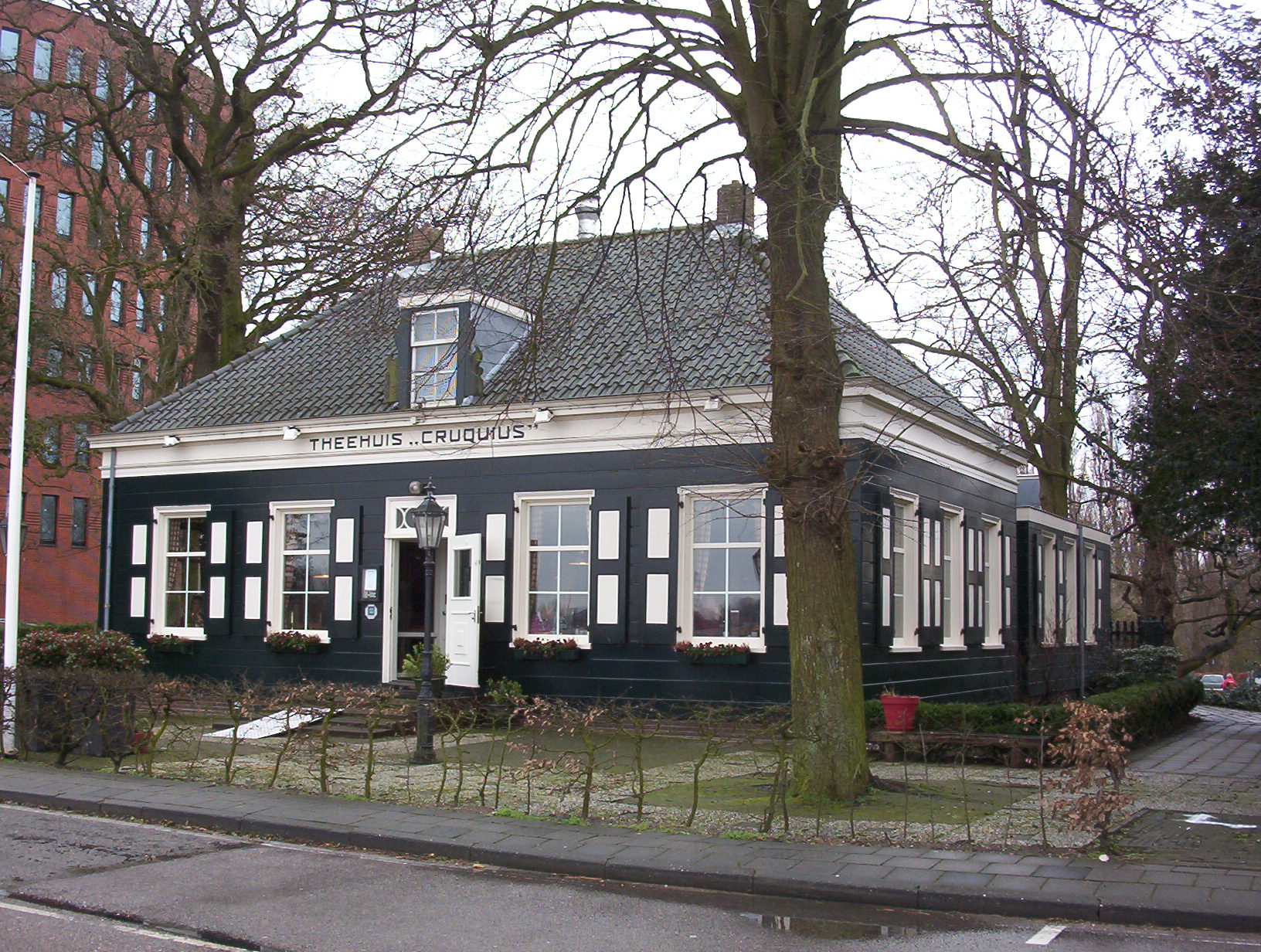
Café junto al Cruquiusmuseum, antigua residencia del capataz del molino de vapor

El Museo De Cruquius (o Cruquiusmuseum) (nombre original en neerlandés: Gemaal Cruquius) ocupa la antigua estación de bombeo localizada en Cruquius, Holanda, dotada con uno de los primeros motores de vapor en los Países Bajos.
En 1990 fue incluido en la lista de los 100 mejores sitios del patrimonio neerlandés.

## Historia
Su nombre proviene de Nicolaas Kruik (1678-1754), un agrimensor holandés y uno de los muchos promotores de un plan para drenar el Haarlemmermeer (el lago Haarlem) utilizando un sistema de bombeo. Como muchos hombres bien educados de su tiempo, latinizó su nombre a Nicolaus Samuel Cruquius. Durante su vida, el tema del lago Haarlem y cómo secarlo fue noticia internacional, como lo ilustra el siguiente extracto de la Gaceta de Virginia del 31 de mayo de 1751: 

En una carta privada de Rótterdam, se nos dice que los ingenieros holandeses, en su plan para drenar el lago de Haerlem, propusieron emplear 150 molinos durante tres años, y calcularon el gasto en un millón y medio de florines, pero que un alemán, que había trabajado durante mucho tiempo en las minas de Hungría y Hartz, había propuesto drenarlo con 50 máquinas, en 15 meses, a un costo mucho menor, y que se le había ordenado erigir una de esas máquinas, que, si se determina que ejecuta lo que ha afirmado, su propuesta será aceptada de inmediato.

Incluso 50 máquinas resultaban demasiado caras, por lo que no fue hasta que se realizaron experimentos exitosos con estaciones de bombeo de vapor, como en el cercano parque Groenendaal en 1781, que los planes serios dieron como resultado tres estaciones de bombeo impulsadas por vapor, incluida la de Cruquius. Como homenaje a los antiguos planificadores, las estaciones de bombeo del Haarlemmermeer llevaban su nombre. El de la desembocadura del río Spaarne, cerca de Heemstede, se llamaba Cruquius. Para dar servicio a la instalación, los trabajadores que vivían allí fundaron la ciudad del mismo nombre. El dique fue construido en la década de 1840, la bomba comenzó a funcionar en 1850 y en los tres años que se habían pronosticado un siglo antes, el lago Haarlem se secó. La estación de bombeo Cruquius continuó funcionando por intervalos hasta 1933, cuando se convirtió en museo. La casa del capataz se convirtió en la cafetería que se puede ver hoy en día. 

## Patrimonio
La casa de bombas en Cruquius es un Rijksmonument holandés, que incluye el motor histórico y su entorno. También ha sido declarado Punto de Anclaje de la ERIH, la Ruta Europea del Patrimonio Industrial. Se cree que es el motor de vapor más grande (y ciertamente, el motor de balancín más grande) jamás fabricado. El motor fue construido por Harvey & Co, de Hayle, Cornualles. El diámetro del pistón es de 144 pulgadas (3,66 m).
En el exterior, el sistema de esclusas, molinos y puentes del canal Ringvaart forma parte de la Línea de defensa de Ámsterdam, cuyo dique principal corre justo al norte de Cruquius, a través del Vijfhuizen. El Fuerte Vijfhuizen se utiliza para exposiciones de arte y se encuentra a pocos pasos al norte del museo, a lo largo del ringvaart. Lo que es menos conocido es que también hay un fuerte Cruquius, justo al sur del museo, que también tiene estatus de Patrimonio Mundial debido a su enlace con el dique de defensa de Ámsterdam. 
La Estación de Bombeo Cruquius fue nombrada Monumento Histórico de la Ingeniería Mecánica por la Sociedad Americana de Ingenieros Mecánicos en 1991.